# Thomas D. Finley

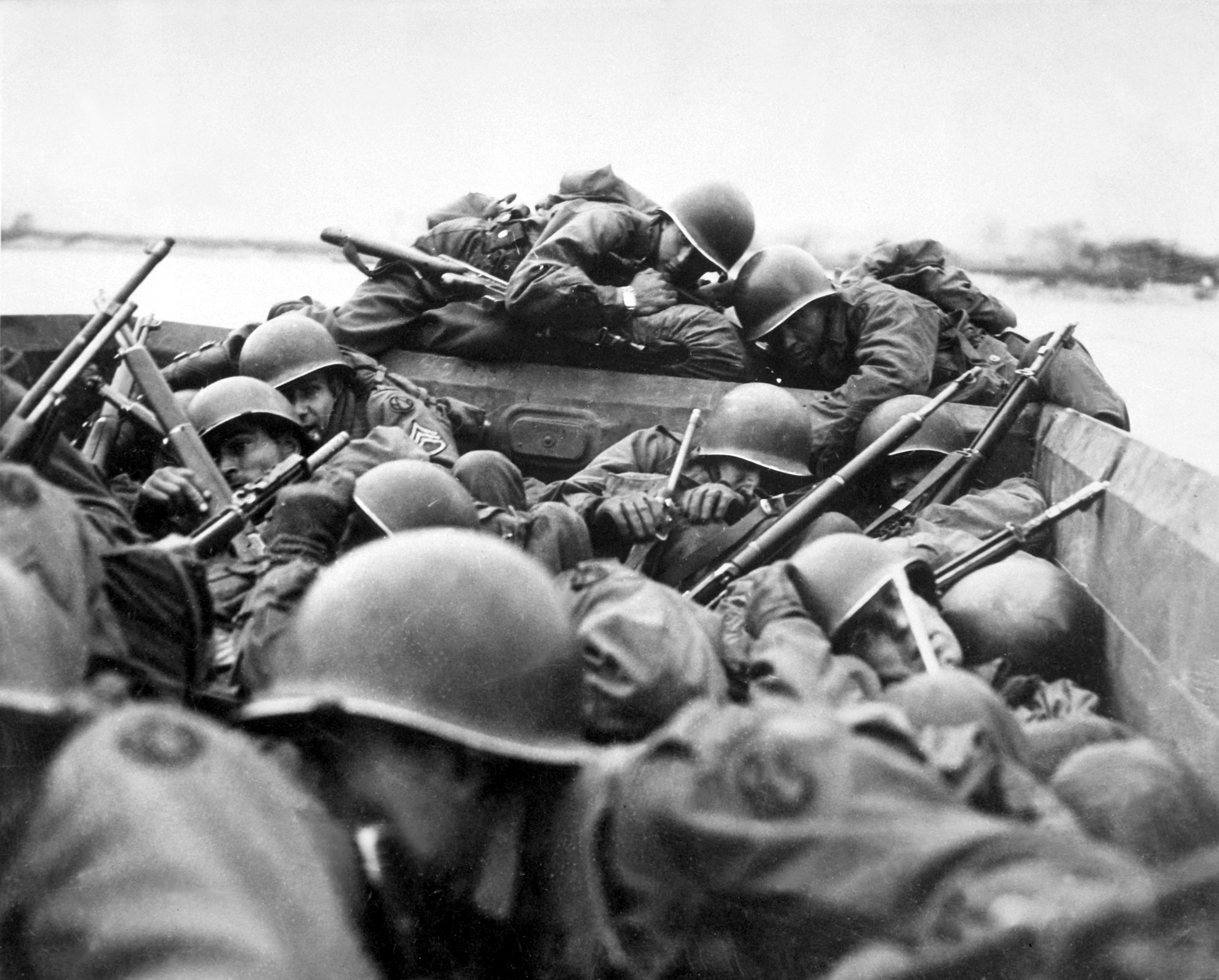
Im März ließ Thomas D. Finley seine Soldaten in einem Sturmboot den Rhein bei Sankt Goar unter deutschem Beschuss überqueren.

Thomas Dewees Finley (* 2. Juni 1895 in Annapolis, Maryland; † 19. Dezember 1984 in Colorado Springs, Colorado) war ein US-amerikanischer Offizier.
Finley nahm im Ersten Weltkrieg mit den 7th Engineers der 3rd Division an den Schlachten von St. Mihiel (September 1918) und in den Vogesen teil.
1931 heiratete er Constance Bonner Bissell, und wurde Vater zweier Kinder.
Von Februar 1943 bis Ende des Zweiten Weltkriegs war er unter George S. Patton Kommandeur im Range eines Generalmajors der 89. Infanteriedivision der Vereinigten Staaten (Teil der Third United States Army). Im März überquerte seine Division den Rhein bei Sankt Goar, am 4. April 1945 überrannte sie das Zwangsarbeitslager Ohrdruf.
1946 ging er in Pension.

## Zitat
“To the Ladies, God Bless them! Our arms their defense, their arms our recompense.”

„Gott segne die Frauen! Unsere Waffen verteidigen sie, ihre Waffen belohnen uns dafür.“